# Moïse Nordmann

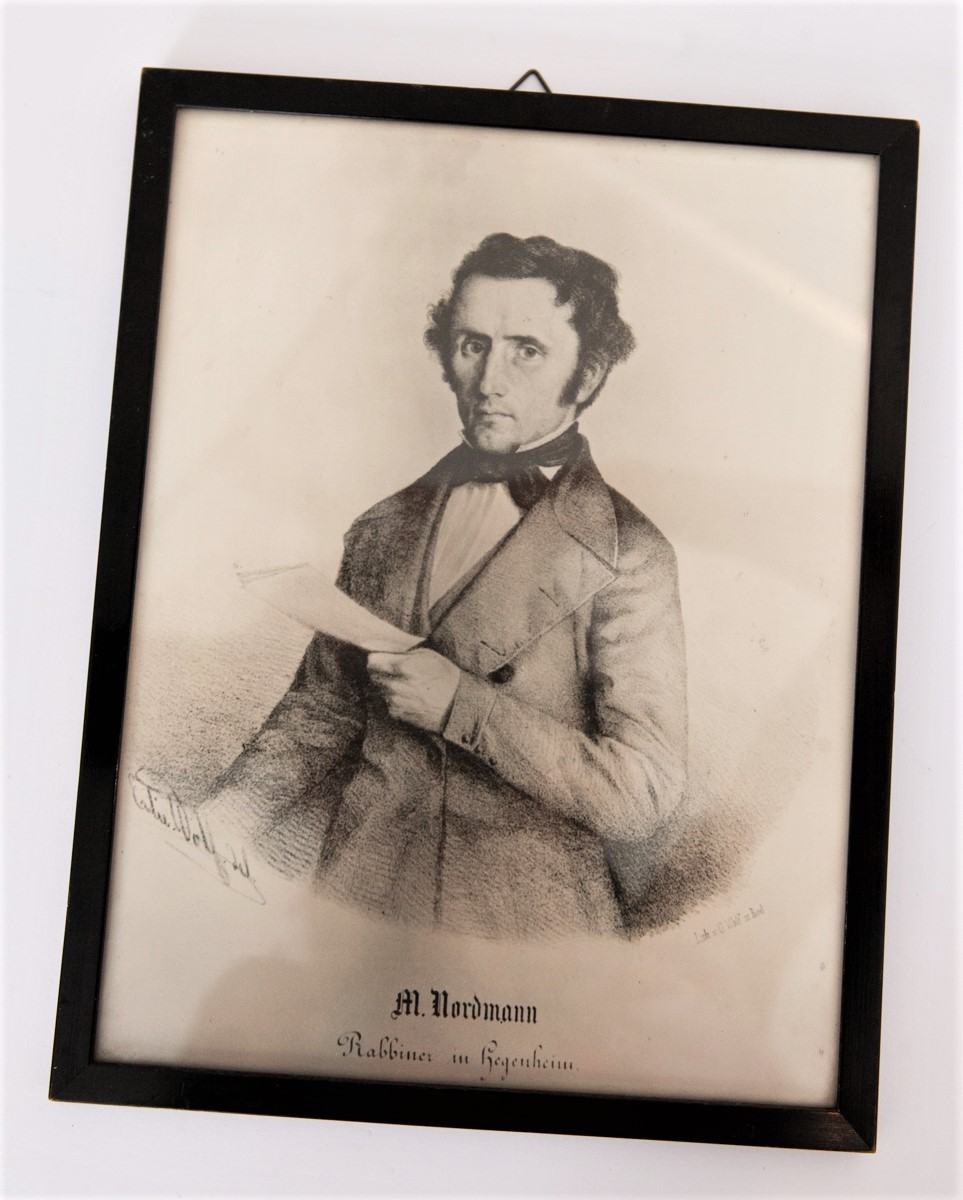
Druck oder Fotografie von M. Nordmann nach einer Lithographie von G. Wolf. In der Sammlung des Jüdischen Museums der Schweiz.

Moïse Nordmann (20. September 1809 in Hégenheim – 24. April 1884 in Basel) war ein elsässischer Rabbiner und Autor von Gedichten und wissenschaftlichen Aufsätzen.

## Leben
Moïse Nordmann war der Sohn des gut situierten Viehhändlers Emmanuel Nordmann und seiner Frau Madelaine Didisheim. In Nancy besuchte Moïse eine weiterführende Schule, er beherrschte Deutsch und Französisch zugleich. Im Jahr 1828 schrieb er sich an der Universität Heidelberg ein, während dieser Zeit wohnte er bei Rabbiner Salomon Fürst. Er setzte seine Studien an der Universität Würzburg und bei Abraham Bing fort. Danach wurde er ab dem 6. Juli 1834 Rabbiner in seiner Heimatstadt. Nordmann war bis zu seinem Tod im Jahr 1884 Rabbiner des Rabbinats Hégenheim. Er war zu seiner Zeit der einzige Rabbiner im Elsass, der nicht die École centrale rabbinique de Metz besucht hatte.
Im Jahre 1848 organisierte Moïse Nordmann den Widerstand gegen antijüdische Ausschreitungen in Hégenheim. Nordmann war ein gemäßigter Vertreter des liberalen Judentums, so war er gegen Orgeln und dekorative Bleiglasfenster in der Synagoge. Gleichzeitig setzte er sich für die Schulbildung der Mädchen ein. Er war einer der Mitgründer des Israelitischen Asyls in Hegenheim. 1865 weihte er die Synagoge in Bern ein, 1863 die Synagoge Rue de la Serre 35 (Vorgängerin der heutigen Synagoge in La Chaux-de-Fonds) und 1865 die Synagoge in Avenches. Im Jahr 1868 weihte er die zweite und heutige Synagoge in Basel ein.
Nordmann spielte auch eine wichtige Rolle für die Juden in der Schweiz, die zu seiner Zeit immer noch gegen besondere Diskriminierung zu kämpfen hatten. Die Schweiz war an einem Handelsabkommen mit Frankreich interessiert, aber die diskriminierenden Maßnahmen gegen Juden standen im Weg. Zu diesen wichtigen Zeitpunkt, führte Nordmann dem amerikanischen Gesandten Theodor S. Fay die Nöte der jüdischen Gemeinden vor, so dass die darauf folgende Schrift von Fay den Emanzipationskampf der Juden positiv beeinflusste.
Moïse Nordmann war seit dem 27. August 1835 mit Augustine Bloch aus Efringen verheiratet, aus dieser Ehe entstammen neun Kinder. Sein Grab befindet sich auf dem Jüdischen Friedhof Hégenheim.

## Werke (Auswahl)
- Mémoire sur la manière d’abattre le bétail selon le rite israélite. In: Archives israélites, 11, 1850, S. 179–182
- Bienfaisance et liberté. In: Archives israélites, 16, 1855, S. 269–271
- Discours prononcé à l’inauguration du temple israélite à La-Chaux-de-fonds, le 24. juin 1863. Basel 1863
- Klänge vom Jordan. Hebräische Sagen und Lebensbilder aus Talmud und Midrasch gesammelt, mit einem Anhang von Fantasie- und Gelegenheitsgedichten. Basel 1872